# Щербаков, Николай Семёнович
Николай Семёнович Щербаков (1848—1882) — русский врач.
Происходил из дворян войска Донского. Родился 9 (21) июня 1848 года. Окончил медицинский факультет Московского университета: в 1872 году был выпущен лекарем. В 1870—1871 годах принимал участие в собраниях, устраиваемых студентами Петровской академии, где читались запрещенные книги; был активным участником (председателем?) московского подпольного кружка «Самообразование и практическая деятельность», где познакомился с Львом Рагозиным; член его издательской комиссии и хозяйственного отдела; в конце апреля 1871 года подвергся обыску. 
В том же году он стал сотрудничать в «Московской медицинской газете», где им были напечатаны: «Случай сложного страдания желудка» (1872) и ряд статей под общим заглавием «Занятия Московских медицинских обществ» (1872—1873). В 1874 году он напечатал в «Московском врачебном вестнике» три свои работы: «Механическая теория лихорадки», «Патология симпатического нерва» и «Кумысное лечение». 
В 1876 году он был назначен младшим врачом Новочеркасского богоугодного заведения, а затем переведён на ту же должность в областную больницу, но прослужил там недолго и по болезни был уволен в отставку, продолжая размещать свои статьи в различных медицинских изданиях. Он автор статей: «Случай блуждающей печени» («Медицинское Обозрение». — 1879. Ч. XI. — С. 596); «Лечение гангренозных бубонов» («Медицинское Обозрение». — 1879. Ч. XI. — С. 763); «Настоящее и будущее Кавказских минеральных вод» («Медицинское Обозрение». — 1881 г. Ч. XV и отдельно: М., 1881). Последняя статья была им написана незадолго до смерти, когда он работал врачом на Кавказских минеральных водах. Умер Н. С. Щербаков на Кавказе 9 (21) марта 1882 года.